# Udange
Udange (Luxemburgs: Eiden, Duits: Udingen) is een plaats met ongeveer 400 inwoners in de Belgische gemeente Aarlen in de Provincie Luxemburg.

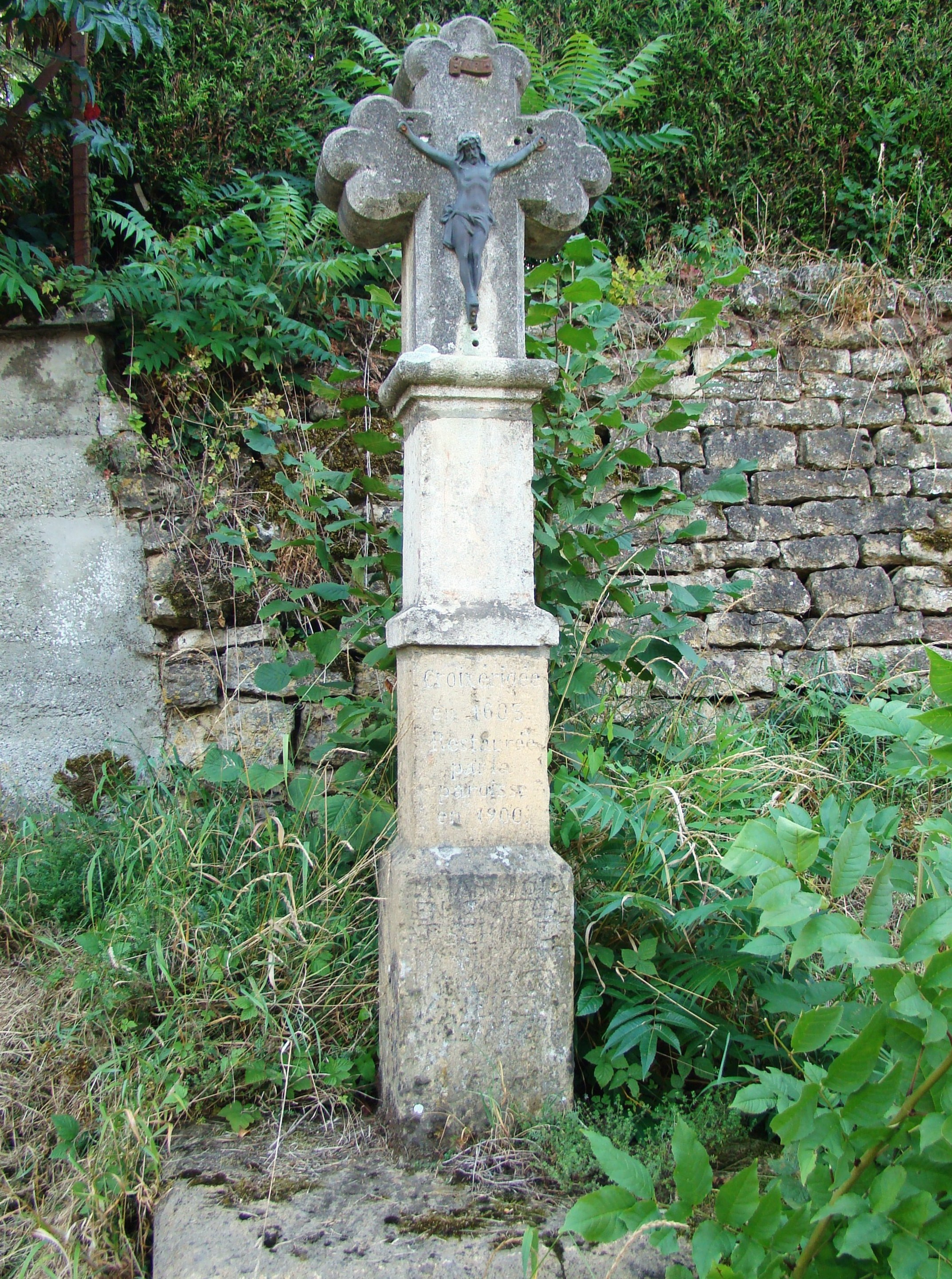
Kruis langs de rue de Habergy.

Deelgemeenten: Aarlen · Autelbas-Barnich · Bonnert · Guirsch · Heinsch · Toernich

Overige kernen: Autelhaut · Barnich · Clairefontaine · Fouches · Frassem · Freylange · Heckbous · Rosenberg · Sampont · Schoppach · Sesselich · Seymerich · Stehnen · Sterpenich · Stockem · Udange · Viville · Waltzing · Weyler · Wolberg

Belgische gemeenten · Arrondissement Aarlen · Luxemburg · Wallonië